# Teodósio de Tarnovo
Teodósio de Tarnovo (em búlgaro: Теодосий Търновски; romaniz.: Teodosiy Tarnovski; 1300 - 1363) foi um alto clérigo e eremita búlgaro do século IV creditado como aquele que estabeleceu no hesicasmo no Segundo Império Búlgaro. Um discípulo de Gregório do Sinai, Teodósio fundou o mosteiro e escola de Cilifarevo próximo da então capital búlgara Tarnovo e teve um papel importante na condenação de várias heresias durante o reinado do tsar búlgaro João Alexandre (r. 1331–1371).
Teodósio morreu em 1363 no mosteiro de São Mamante em Constantinopla Foi para a capital bizantina em uma visita a seu seguidor, o patriarca Calisto I, que consequentemente escreveu uma longa passional sobre Teodósio. Entre os discípulos de Teodósio estava o patriarca Eutímio de Tarnovo, o último chefe da Igreja Ortodoxa Búlgara da Idade Média, assim como um escritor e hesicasta.